# Komisja do Spraw Deregulacji
Komisja do Spraw Deregulacji (skrót DER) – stała komisja sejmowa. Została powołana 7 marca 2025.

## Zakres działania komisji
W zakresie kompetencji Komisji do Spraw Deregulacji znajdują się:
- sprawy związane z ograniczeniem biurokracji,
- przegląd i analiza przepisów regulujących kwestie społeczne, ekonomiczne i gospodarcze w celu eliminacji przepisów niejasnych, niespójnych, nieskutecznych, zbędnych lub nadmiernie regulujących, w szczególności zmierzające do uproszczenia prowadzenia działalności gospodarczej, w tym jednoosobowej działalności gospodarczej, mikroprzedsiębiorców, małych i średnich przedsiębiorców[2]

## Komisja wSejmie X kadencji

### Prezydium
- Ryszard Petru (PL2050–TD) – przewodniczący
- Waldemar Sługocki (KO) – zastępca przewodniczącego
- Jacek Tomczak (PSL–TD) – zastępca przewodniczącego
- Przemysław Wipler (Konfederacja) – zastępca przewodniczącego
- Bartłomiej Wróblewski (PiS) – zastępca przewodniczącego[3]